# Limnoria lignorum
Limnoria lignorum es una especie de crustáceo isópodo marino de la familia Limnoriidae.

## Distribución geográfica
Es casi cosmopolita.